# SINTEF
SINTEF är ett tekniskt forskningsinstitut i Norge, med huvuddelen av sin verksamhet i Trondheim. SINTEF skapades 1950 av Norges tekniska högskola i Trondheim och namnet skapades ursprungligen som en förkortning av Selskapet for industriell og teknisk forskning ved Norges tekniske høgskole. Sedan 2007 är dock SINTEF det officiella namnet snarare än en förkortning.
SINTEF har ungefär 2 000 anställda (2012), varav cirka 1 650 i Trondheim och cirka 350 i Oslo.

## Organisation
SINTEF är organiserat i ett antal koncernområden med följande inriktning:
- Byggforskning
- Teknologi och samhälle
- Informations- och kommunikationsteknik
- Material och kemi
- Marin
  - Fiskeri och havsbruk
  - MARINTEK, Norges skeppstekniska forskningsinstitut
- Olja och energi
  - Energiforskning
  - Petroleumsforskning
- Holdingbolaget SINTEF Holding, som äger andelar i ett antal teknikutvecklingsbolag